# میراث انگلستان
میراث انگلستان (انگلیسی: English Heritage) عنوان یک مؤسسه ناسودبر ثبت شده‌است که وظیفه مدیریت مجموعه‌ای از میراث ملی انگلستان را بر عهده دارد، این مجموعه شامل فهرستی بالغ بر ۴۰۰ ساختمان تاریخی، بناهای تاریخی و اماکن باستانی انگلستان می‌باشد که قدمت عمده آن‌ها از ۵۰۰۰ سال پیش تاکنون را شامل می‌گردد، از مشهورترین نمونه‌های ثبت شده در این سازمان می‌توان به بنای استون هنج، قلعه دوور، قلعه تینتاجل، و قسمت‌های باقی‌مانده از دیوار هادریان اشاره داشت، این مؤسسه همچنین بانی و اجراکننده طرح پلاک آبی لندن می‌باشد که مشخص‌کننده این آثار فاخر فرهنگی و تاریخی می‌باشد.

## نگارخانه

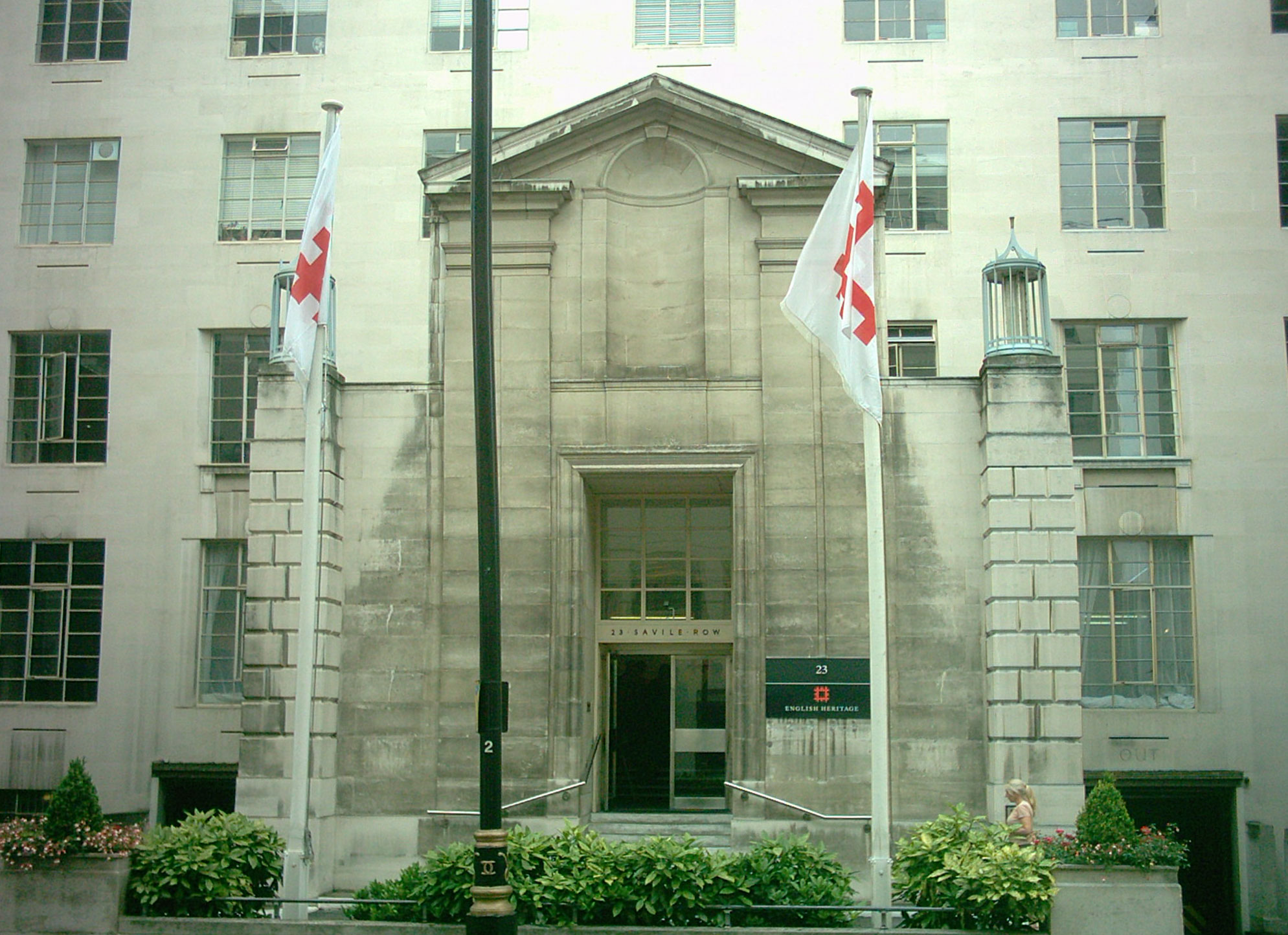
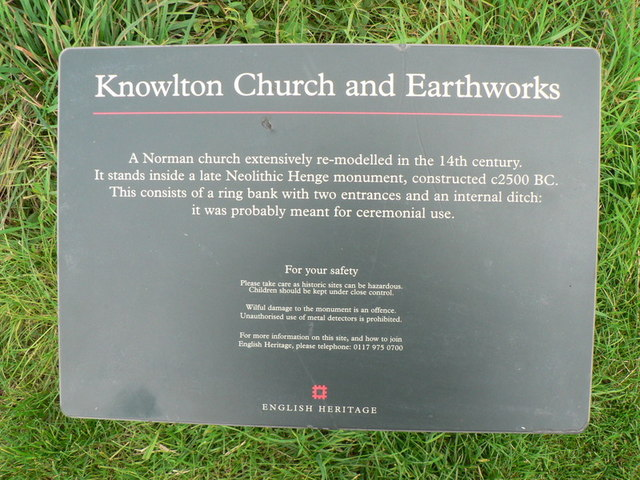